# Socialist Rifle Association
La Socialist Rifle Association (SRA) és una organització estatunidenca socialista que promou el dret a posseir armes de foc, es dedica a "proporcionar a la classe treballadora la informació que necessiten per estar armats de manera efectiva per a la defensa de la pròpia comunitat i de la seva comunitat". El grup defensa el dret de portar armes de la Segona Esmena.

## Antecedents
La Socialist Rifle Association es va crear inicialment com a pàgina de Facebook de broma el 2013. Amb el pas del temps, els partidaris van decidir fer-ho realitat i es van constituir com a societat de responsabilitat limitada a Nou Mèxic. El 10 d'octubre de 2018, la Socialist Rifle Association Inc. es va fundar a Kansas sota la disposició del codi fiscal 501 (c) (4). El 16 d’octubre de 2018 es va acordar un acord de fusió entre les dues organitzacions sense ànim de lucre de l’SRA existents.

## La ciutat de Charlottesville, et al. vs.The Pennsylvania Light Foot Militia, et al.(2018)
Les persones associades a una pàgina de Facebook d'una comunitat no relacionada que es deia SRA van assistir a la concentració Unite the Right i van ser demandades posteriorment per la seva participació. L'octubre de 2018, la ciutat de Charlottesville va presentar una demanda contra vint-i-cinc grups i individus per presumpta activitat paramilitar basada en un estatut estatal recentment adoptat. A més de diverses figures i organitzacions supremacistes blanques com el Partit Obrer Tradicionalista, la Lliga del Sud i Jason Kessler, la demanda també enumera dos grups antiracistes, el grup original de la SRA i el grup d’armes d’esquerres Redneck Revolt. La pàgina original de Facebook de la SRA ja no existeix, cosa que suggereix que els moderadors de Facebook la van retirar.

## Ajuda mútua en cas de desastre natural

### Huracà Florència
El 15 de setembre de 2018, la SRA va lliurar aliments i altres subministraments a l’Església Adventista Hispànica del Setè Dia d’Augusta i a l'escola secundària Orangeburg-Wilkinson, al nord de Geòrgia. Aquests llocs van servir de refugis per a huracans per als que fugien de l'huracà Florència.

### Huracà Michael
En resposta a la caiguda de l’huracà Michael de categoria 5 el 2018 i a la resposta inadequada percebuda pel FEMA, el SRA i les sucursals de Tallahassee de la DSA i la PSL van formar el projecte d’ajuda mútua Hurricane Michael que pretenia distribuir ajuda directa a aquells que ho necessitaven., inclosos els que no van poder rebre alleujament FEMA a causa del seu estat indocumentat.

### Huracà Dorian
El 29 d'agost de 2019, la SRA va iniciar una recaptació de fons sota el nou nom organitzatiu "SRAid" per a l'alleujament del desastre de l'huracà Dorian. El 5 de setembre, la SRA va anunciar que tenia diversos voluntaris que posaven equips a la costa est per preparar el lliurament de subministraments a comunitats poc servides a Charleston, SC, Wilmington, NC i la tribu Lumbee al comtat de Robeson, NC.

## Membres
El juliol del 2019, un terç dels 2.000 membres de la SRA identificats com a LGBT i el 8% són transgènere. L'organització va reclamar 10.000 membres actius el novembre de 2020. La SRA té 52 sucursals locals que operen a 33 estats. L'organització està dirigida per una Assemblea Nacional formada per representants elegits de cada capítol.

## Ideologia
La SRA descriu l'objectiu de la seva organització com "proporcionar una alternativa a la cultura armamentística principal, tòxica, de dretes i no inclusiva que ha dominat la comunitat d'armes de foc durant dècades. Cerquem proporcionar una plataforma segura, inclusiva i inclinada a l'esquerra per parlar de drets d’armes i de defensa personal, lliure de prejudicis racistes i reaccionaris, alhora que proporcionem una plataforma perquè la classe treballadora obtingui les habilitats necessàries per a tots els aspectes de la defensa de la comunitat." El grup es descriu a si mateix com a "classe treballadora, progressista, anarquista, socialista, comunista, ecologista, animalista, antifeixista, antiracista, anticapitalista, PoC, LGBTQ+".

### Punts d’unitat
La pertinença a la SRA es basa en l’acceptació de determinats punts d’unitat:
- Som pobres i de classe treballadora dedicats a educar la nostra classe en l’ús segur de les armes de foc per a la defensa personal i comunitària, així com en la recreació i la caça de subsistència.
- Som una associació multi-tendència de socialdemòcrates, comunistes i anarquistes units per la nostra classe. Ens respectem les postures i les diferències polítiques, especialment quan no estem d'acord.
- Estem dedicats a l'alliberament i la llibertat de TOTES les persones i, per tant, ens oposem a totes les formes d'opressió i explotació.
- Som partidaris de les nostres comunitats locals i, com a tals, ens oferim voluntaris de diverses maneres per afavorir les connexions entre els radicals d’esquerra i les comunitats no organitzades en què vivim. Ajudem a alimentar, allotjar i protegir altres persones treballadores i marginades.
- Ens posem en contra del desarmament de la classe treballadora.
- Ens dediquem a armar la classe treballadora, tant física com mentalment.[23]